# كينان إيفانز
كينان إيفانز (23 أغسطس 1996 في الولايات المتحدة - ) (بالإنجليزية: Keenan Evans)‏ هو لاعب كرة سلة أمريكي في مركز هجوم خلفي.

## وصلات خارجية
- كينان إيفانز على موقع سبورتس رفرنس (الإنجليزية)
- كينان إيفانز على موقع كرة السلة الأوروبية.كوم (الإنجليزية)
- كينان إيفانز على موقع إي إس بي إن.كوم (الإنجليزية)
- كينان إيفانز على موقع كلية كرة السلة في سبورتس رفرنس.كوم (الإنجليزية)
- كينان إيفانز على موقع ريلجم (الإنجليزية)
- كينان إيفانز على موقع بروبوليرز (الإنجليزية)
- كينان إيفانز على موقع سبورتس رفرنس (الإنجليزية)